# Jusići (gmina Šipovo)
Jusići (cyr. Јусићи) – wieś w Bośni i Hercegowinie, w Republice Serbskiej, w gminie Šipovo. W 2013 roku liczyła 59 mieszkańców.